# Dirname

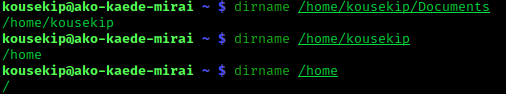
dirname 使用範例

dirname是一个标准UNIX程序。给予dirname一个路径名时，它会删除最后一个斜线（'/'）后的任何后缀，并返回结果。单一UNIX规范描述了dirname。它主要用于shell脚本中。

## 用法
单一UNIX规范中的dirname定义为：
```
 
dirname
 
NAME

```

例如：
```
 
$
 
dirname
 
/usr/home/carpetsmoker/dirname.wiki

   
/usr/home/carpetsmoker

```

## 性能
由于dirname只接受一个操作数，在shell脚本内循环中使用可能会降低性能。考虑
```
while read file; do
        dirname "$file"
done < 
some-input
```

上面的例子会导致每行输入调用一个单独的进程。由于这个原因，通常会用shell替换来代替
```
echo "${file%/*}";
```